# 오나카토미씨
오나카토미씨 (大中臣氏, おおなかとみうじ)은 「大中臣」을 씨명으로 하는 씨족이다. 일본 고대 중앙 정권에서 제사를 지내던 귀족이다.

## 개요
나카토미노 카마타리가 후지와라 성을 하사받은 후, 그의 아들 후지와라노 후히토가 어렸기 때문에, 카마타리의 조카이자 데릴사위인 나카토미노 오미마로가 잠정적으로 후지와라씨를 이었다. 후에 성장한 후히토가 정식으로 몬무 천황의 칙령이 내려져, 재차 후지와라 성은 카마타리의 적남 후히토의 자손만으로 하고, 다른 사람은 나카토미씨로 돌아가도록 명했다. 오미마로도 나카토미씨로 돌아왔지만,  후히토의 후원으로 츄나곤으로 승진했다. 오미마로의 아들인 키요마로는 텐표호지 8년 (764년)에 일어난 후지와라노 나카마로의 난때문에 코켄 상황에 등극해, 승진을 거듭했고, 진고케이운 3년 (769년) 6월에 「오나카토미 아손」을 하사받았다. 키요마로는 정2위 우대신까지 올랐다.
후에, 나카토미씨 적류 혹은 그와 가깝다고 여겨지는 「산몬(三門)」 (나카토미씨 계보)이라는 불리는 집안이 있었지만, 헤이안 시대에 들어서자, 이들 집에 대해서도 오나카토미씨의 성이 허용되었다.
오나카토미씨 가운데 가장 힘을 가진 것은 적류로 여겨지는 키요마로의 계통으로, 신기백과 이세제주를 세습했다. 헤이안 시대의 오나카토미노 요시노부와 그의 아들 오나카토미노 스케치카와 그의 손자 이세노 타이후는 가인으로써 업적을 남겼다.
하지만, 헤이안 시대 중기의 나카토미노 이치시를 마지막으로 나카토미씨 (오나카토미씨)의 신기백은 자취를 감추고, 대신 시라카와 가문이 신기백을 세습하게 되면서, 이세 제주 및 신기대부를 세습하게 된다. 또 지방 유력 신사의 신직도 장악하게 된다.